# XBIZ Award for Best Actress - Comedy Release
L'XBIZ Award for Best Actress - Comedy Release è un premio pornografico assegnato all'attrice votato come migliore in una scena comica dalla XBIZ, l'ente che assegna gli XBIZ Awards, riconosciuti tra i maggiori premi del settore.
Come per gli altri premi, viene assegnato nel corso di una cerimonia che si svolge a Los Angeles, solitamente nel mese di gennaio, solo tra il 2018 e il 2020, in quest'ultima edizione sotto il nome Best Actress -  Comedy Movie. Ha sostituito il precedente premio Best Actress - Parody Release, assegnato tra il 2013 e il 2017.

## Vincitrici

### Anni 2010
| Anno | Vincitrice   | Titolo               |
| ---- | ------------ | -------------------- |
| 2018 | Joanna Angel | Jews Love Black Cock |
| 2019 | Joanna Angel | Dirty Grandpa        |

### Anni 2020
| Anno | Vincitrice | Titolo    |
| ---- | ---------- | --------- |
| 2020 | Ivy Wolfe  | The Rules |